# Rengō Kantai Shirei Chōkan: Yamamoto Isoroku (película de 2011)
Rengō Kantai Shirei Chōkan: Yamamoto Isoroku (聯合艦隊司令長官 山本五十六 Comandante en jefe de la Flota Combinada Isoroku Yamamoto?) es una película dramática japonesa de género bélico del año 2011. 	  Dirigida por Izuru Narushima, la película cuenta con las interpretaciones de Kōji Yakusho, Hiroshi Abe, Teruyuki Kagawa y Hiroshi Tamaki como actores principales.
La película, con un guion de Yasuo Hasegawa y Kenzaburō Iida, fue producida por Shōhei Kotaki a través de la compañía cinematográfica Destiny. 

## Argumento
La película se centra en la vida familiar del almirante Isoroku Yamamoto, sus intentos de prevenir el inminente conflicto con Estados Unidos en medio de la Segunda Guerra Mundial y sus enfrentamientos con los altos rangos belicistas japoneses. También muestra la planificación del plan para el ataque a Pearl Harbor.

## Reparto
- Kōji Yakusho como Isoroku Yamamoto.
- Hiroshi Tamaki como Toshikazu Shindo.
- Toshirō Yanagiba como Shigeyoshi Inoue.
- Hiroshi Abe como Tamon Yamaguchi.
- Eisaku Yoshida como Yoshitake Miyake.
- Takeo Nakahara como Chūichi Nagumo.
- Ikuji Nakamura como Matome Ugaki.
- Bandō Mitsugorō X como Teikichi Hori.
- Mieko Harada como Reiko Yamamoto.
- Asaka Seto como Shizu Taniguchi.
- Rena Tanaka como Yoshie Kanzaki.
- Masatō Ibu como Osami Nagano.
- Akira Emoto como Mitsumasa Yonai.
- Kippei Shiina como Kameto Kuroshima.
- Nobuko Miyamoto como Kazuko Takahashi.
- Teruyuki Kagawa como Munakata Keikiyoshi.

## Rodaje
La filmación de la película duró cuatro años. Según los informes, Kōji Yakusho fue el único actor considerado para el papel de Yamamoto y la película se habría cancelado si lo hubiese rechazado. A Yakusho se le ofreció el papel en el verano de 2009, y aceptó el papel en el invierno de 2010. El equipo de producción declaró que tenía la intención de presentar una imagen de «lo que un líder japonés debería ser».